# Kormisosch
Khan Kormisosch (auch Kormisosh geschrieben, bulgarisch Кормисош) gilt als der fünfte Herrscher Bulgariens seit der Anerkennung des Landes 681 seitens Ostroms (Byzanz).  Er gehörte der bulgarischen Herrschaftsdynastie der Wokil an und folgte Khan Sewar auf dem Thron. Kormisosch regierte von 753/754 bis 756. Laut Bulgarischer Fürstenliste usurpierte er den Thron von seinem Vorgänger.
756 schlug der byzantinische Kaiser Konstantin V. das bulgarische Heer unter Khan Kormisosh bei Burdizon, was er nach dem Sieg in Bulgarophygon (heute Babaeski) umbenannte. Der Sieg der Byzantiner führte wahrscheinlich auch zum Sturz des bulgarischen Herrschers.